# Ainigmaptilon edisto
Ainigmaptilon edisto är en korallart som beskrevs av Bayer 1950. Ainigmaptilon edisto ingår i släktet Ainigmaptilon och familjen Primnoidae.
Artens utbredningsområde är Södra Ishavet. Inga underarter finns listade i Catalogue of Life.